# Lemonba
Lemonba (kinesiska: 勒门巴, 勒门巴民族乡) är en socken i Kina. Den ligger i den autonoma regionen Tibet, i den sydvästra delen av landet, omkring 210 kilometer söder om regionhuvudstaden Lhasa. Antalet invånare är 171. Befolkningen består av 86 kvinnor och 85 män. Barn under 15 år utgör 21,0 %, vuxna 15-64 år 73 %, och äldre över 65 år 5,0 %.